# Johann Jakob Hentsch
Johann Jakob Hentsch (auch Jacob; * 24. Januar 1723 in Budissin, Markgraftum Oberlausitz; † 15. Juli 1764 in Helmstedt) war ein deutscher Mathematiker, Philosoph und Hochschullehrer.

## Leben
Hentsch besuchte das Gymnasium in Budissin und ging anschließend zum Studium der philosophischen Fächer an die Universität Leipzig. Dort erlangte er 1748 den Philosophischen Magistergrad. Anschließend habilitierte er sich an der Leipziger Universität zum Privatdozenten und war sowohl in der Lehre als auch schriftstellerisch tätig. Im Jahr 1758 folgte er einem Ruf als ordentlicher Professor der Mathematik an die Universität Helmstedt. Dort verstarb er im Amt.
Seine literarische Arbeit ist davon geprägt, eine Philosophie auf mathematischem Unterbau zu begründen.

## Publikationen (Auswahl)

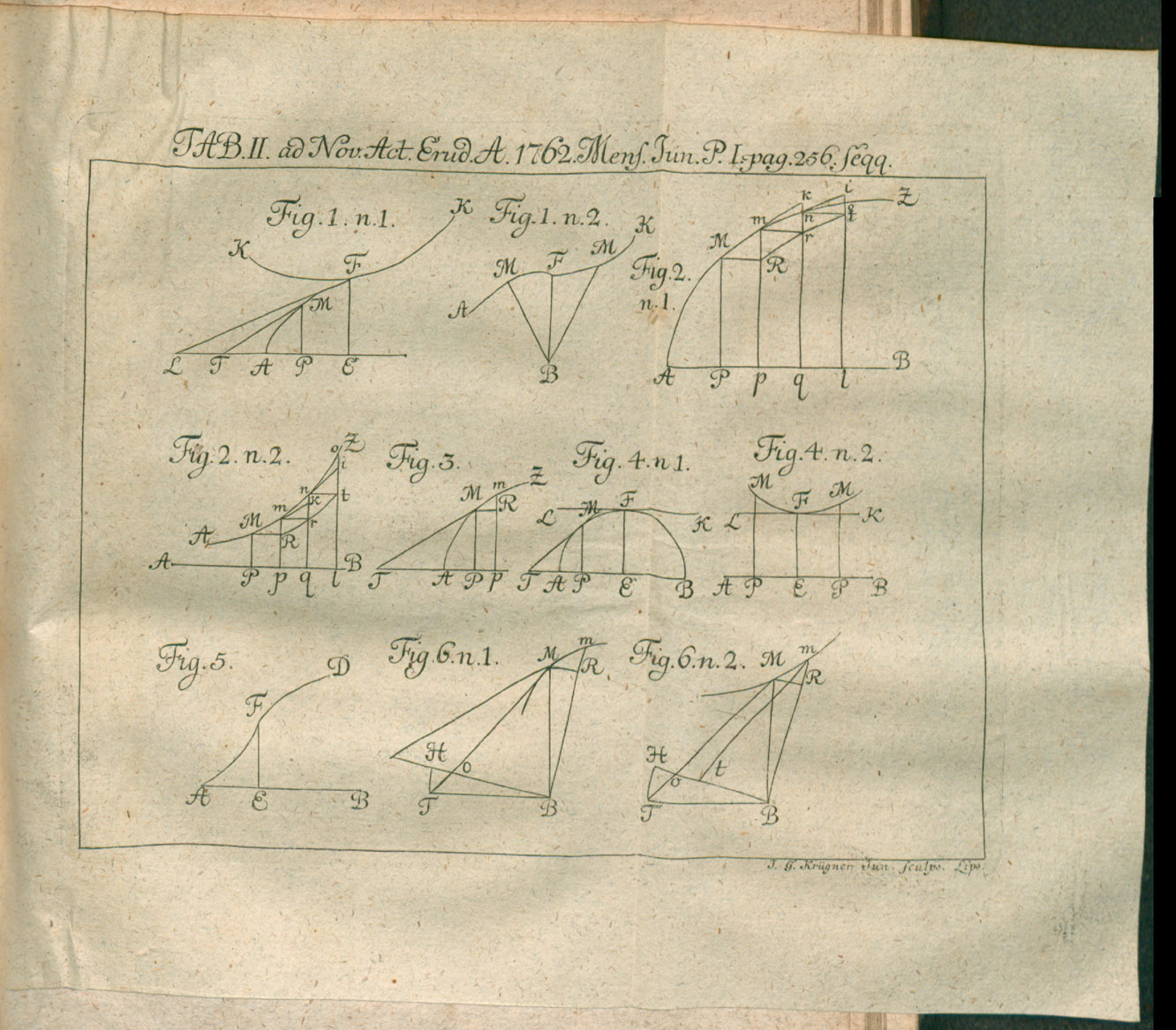
Image from De curvis, punctum inflexionis vel regressus ... Auctore Io. Iacobo Hentschio published in Acta Eruditorum, 1762

- Introductio plana in philosophiam, 4 Bände, Leipzig 1751–1752.
- Philosophia Mathematica Complectens Methodum Cogitandi Ex Euclide Restitutam, 2 Bände, Leipzig 1756.
- Versuch über die Folge der Veränderungen in der menschlichen Seele, worin der Weg zu einer genauen Kenntniß derselben gebahnet wird, Breitkopf, Leipzig 1756.
- De Mathesi Vniversali Ad Geometriam Cvrvarvm Accommodata Disserit Simvlqve Lectiones, Schnorr, Helmstedt 1758.